# Abila de Lisanias
Abila de Lisanias (en latín, Abila Lisaniae) o Abilene fue una región de Celesiria, centrada en la ciudad de Abila, entre Iturea-Gaulanítida-Batanea al norte y la Decápolis al sur. Flavio Josefo considera la región un reino separado hasta el año 37.

## Historia
Gobernada por Ptolemeo de Calcios o Bashan (hijo de Mennaeus), fue sucedido en 40 a. C. por su hijo Lisanias. En este tiempo el reino comprendía Auranítida, Traconítida, Batanea, Gaulanítide e Iturea y la misma Abilene. El 33 a. C. Lisanias fue ejecutado por orden de Cleopatra VII, y por un tipo de compra el principado pasó a la cabeza tribal de Zenodor de Traconitida. Sus incursiones en territorios vecinos hicieron que el 24 a. C. Augusto lo privara al menos de Traconitida, Auranitida y Batanea. Fue a pedir la restitución en 20 a. C. a Augusto, que estaba en Siria, pero murió en Antioquía del Orontes. La mayor parte de Gaulanitida e Iturea fueron dadas entonces a Herodes el Grande y a su muerte el 4 a. C. parece que las dos regiones pasaron a su hijo Herodes Filipo. De Abilene nada se puede afirmar hasta que un Lisanias II de Abilene aparece gobernando esta región (al menos), pero si la tenía desde el año 20 a. C. o le fue dada después (el 4 a. C. en un reparto con Filipo) no se sabe con certeza.
Filipo murió el 34 y sus territorios fueron anexados a la provincia de Siria. Abila y quizás una parte de Gaulanitida (al menos) permanecieron en paz con Lisanias II hasta el 37, cuando estos territorios y los que habían sido anexados a Siria fueron concedidos a Herodes Agripa I por su amigo el emperador Calígula. Claudio, también amigo de Agripa, le confirmó la donación y todavía le añadió Judea y Samaria. Flavio Josefo dice primero que fue Calígula, y después que fue Claudio quien cedió Abila a Agripa, pero parece que la segunda vez más bien fue una confirmación. Murió el 44 y fue incorporada en la provincia de Siria hasta que el 48 fue entregada a Herodes Agripa II, que la cedió el 52 o 53 a Aristóbulo Asmoneo.
El año 66 los judíos locales se sublevaron y la ciudad fue conquistada por Plácido, general de Vespasiano, hacia el 69, y la región fue anexionada a la provincia de Siria. Agripa II, aliado de Roma, que había renunciado al reino de los Calcios en 52 a cambio de Traconítida, Auranítida y Batanea, seguramente cedió Abila en aquel momento. Abilene fue incorporada a Siria no más tarde del año 70.

## Lista de gobernantes
- Ptolemeo de Calcios 85-40 a. C.
- Lisanias I Y 40-33 a. C.
- Zenodor de Traconitida 33-24 a. C.
- Herodes I el Grande 24 a. C.-4 a. C.
- Lisanias II 4 a. C.- 33
- Herodes Agripa I Y 33-44
- Incorporda a Siria (provincia romana) 44-48
- Herodes Agripa II 48-52
- Aristóbulo Asmoneo, rey de los Calcios 52-69?
- Incorporada a Siria (provincia romana) 70?

- Datos: Q3106439